# Château de Someries
Le château de Someries (parfois orthographié Summeries Castle) est un monument ancien classé, situé dans la paroisse de Hyde, près de la ville de Luton, dans le Bedfordshire, en Angleterre. Il est construit au XVe siècle par John Wenlock, dont le fantôme est réputé hanter le château. Bien que toujours appelé château, il s'agit en réalité d'un manoir fortifié.
Le nom « Château de Someries » est dérivé de William de Someries (ou Somerys) qui a une résidence sur ce site, mais le titre « château » est controversé car il décrit à peine la structure à laquelle il s'applique.
Le site est acquis par Wenlock en 1430 et la construction du manoir commence. La maison est considérée comme l'un des premiers bâtiments en brique d'Angleterre. La maison n'a pas été achevée par Wenlock, comme l'a noté l'historien Tudor John Leland. Les travaux sont interrompus après la mort de Wenlock lors de la bataille de Tewkesbury en 1471. Le site passe à la famille Rotheram. Le manoir est en partie démoli au XVIIIe siècle. La maçonnerie est encore visible dans les vestiges de la guérite, comprenant la chapelle et la loge, qui existent toujours.
Les travaux de terrassement que l'on pensait auparavant provenir d'un manoir antérieur sont désormais considérés comme liés au jardin à la française du manoir du XVe siècle. Les briques du manoir ont été utilisées dans les bâtiments de ferme voisins du XIXe siècle.